# Bojana Popović
Bojana Popović (* 20. November 1979 in Niš, SFR Jugoslawien; geborene Bojana Petrović) ist eine ehemalige montenegrinische Handballnationalspielerin, die zuletzt für den montenegrinischen Erstligisten ŽRK Budućnost Podgorica und die Nationalmannschaft von Montenegro spielte. Seit der Saison 2012/13 ist sie bei Budućnost Podgorica als Sportdirektorin tätig.

## Karriere

### Als Spielerin
Bojana Popović begann im Jahre 1989 das Handballspielen bei ŽRK Din Niš. Von 1996 bis 1998 lief sie für die Damenmannschaft von Din Niš auf. Anschließend spielte sie vier Spielzeiten bei Budućnost Podgorica, mit dem sie vier Meisterschaften und drei Pokalsiege gewinnen konnte.
2002 wechselte Bojana Popović zum von Anja Andersen trainierten Slagelse DT. Mit Slagelse gewann die Rückraumspielerin in den folgenden fünf Jahren drei Champions League Titel, drei dänische Meisterschaften, einen EHF-Pokal und einen dänischen Pokal. Im Sommer 2007 wechselte sie zum dänischen Verein Viborg HK, mit dem sie ebenfalls eine Vielzahl an Titel gewinnen konnte. Im Jahr 2010 wechselte Popović aus privaten Gründen zurück in ihre Heimat und lief dort wieder für Budućnost Podgorica auf. Nach der Saison 2011/12 beendete sie ihre Karriere.
Popović bestritt über 100 Länderspiele für die jugoslawische und serbisch-montenegrinische Nationalmannschaft. Die größten Erfolge gelangen dabei mit einem dritten Platz bei der Weltmeisterschaft 2001 in Italien sowie dem Gewinn der Silbermedaille bei den Olympischen Spielen in London, an denen sie mit Montenegro teilnahm. Des Weiteren wurde sie in das All-Star-Team des Olympiaturniers gewählt. Für Montenegro erzielte sie in 52 Länderspielen insgesamt 199 Treffer. Obwohl Popović zu diesem Zeitpunkt bereits vier Jahre lang nicht mehr aktiv Handball gespielt hatte, wurde sie vom damaligen Nationaltrainer Dragan Adžić in das montenegrinische Aufgebot für die Olympischen Spiele 2016 in Rio de Janeiro berufen. Sie trug bei der Eröffnung der Olympischen Spiele am 5. August die Landesflagge Montenegros und erzielte im Turnierverlauf vier Treffer in drei Spielen.

### Als Trainerin
Nachdem Dragan Adžić nach dem schwachen Abschneiden der montenegrinischen Nationalmannschaft bei den Olympischen Spielen zunächst seinen Abschied verkündet hatte, übernahm Popović Ende August 2016 interimsweise den Trainerposten. Knapp einen Monat später revidierte Adžić seine Entscheidung und verblieb doch im Amt; Popović wurde seine Co-Trainerin. Nach einer zwischenzeitlichen Pause übernahm sie im November 2020 wiederum diesen Posten. Im gleichen Monat wurde sie zudem Trainerin von ŽRK Budućnost Podgorica. Ende März 2021 wurde Popović zur Nationaltrainerin Montenegros befördert, die sie bis zum Jahr 2024 betreute. Unter ihrer Leitung gewann Budućnost Podgorica 2021, 2022, 2023 und 2024 sowohl die montenegrinische Meisterschaft als auch den montenegrinischen Pokal und Montenegro errang bei der Europameisterschaft 2022 die Bronzemedaille.

## Privates
2004 heiratete sie den Basketballprofi Petar Popović. Am 4. Dezember 2013 brachte sie eine Tochter zur Welt.

## Erfolge

### Als Spielerin
- Jugoslawische Meisterschaft 1999, 2000, 2001, 2002
- Jugoslawischer Pokal 2000, 2001, 2002
- Dänische Meisterschaft 2003, 2005, 2007, 2008, 2009, 2010
- Dänischer Pokal 2003, 2007, 2008
- Montenegrinische Meisterschaft 2011, 2012
- Montenegrinischer Pokal 2011, 2012
- EHF-Pokal 2003
- Champions League 2004, 2005, 2007, 2009, 2010, 2012
- 3. Platz bei der Weltmeisterschaft 2001
- Silbermedaille bei den Olympischen Spielen 2012
- In den Jahren 2004, 2005 und 2008 wurde sie zu Dänemarks Handballerin der Jahres gewählt.[16]

### Als Trainerin
- Montenegrinische Meisterschaft 2021, 2022, 2023, 2024, 2025
- Montenegrinischer Pokal 2021, 2022, 2023, 2024, 2025

## Ehrungen
- Torschützenkönigen der Champions League 2004, 2005, 2007
- Spielerin des Jahres (Dänemark) 2004, 2005, 2007